# Samostan uršulinki u Zenici
Samostan sestara uršulinki u Zenici, rimokatolički samostan.
Od 1967. u zeničkoj župi sv. Josipa Radnika djeluju sestre uršulinke koje u krugu crkve sv. Josipa imaju svoj samostan, u Strossmayerovoj ulici na broju 17. Odmah po svom dolasku uršulinke su započele poučavati djecu, mladež i odrasle u katoličkoj vjeri, kao i s animiranjem liturgije u župnoj crkvi svetog Josipa. Danas na župi žive i rade 4 sestre.
Sestre su uključene u pastoral radom s djecom do devetog razreda. Rade s odraslima na primanjima sakramenata. Bitna je i sakristanska službu i rad s mladim obiteljima kroz udruženje Anđeline prijateljice.